# Karl Farkas
Karl Farkas (28 de octubre de 1893 - 16 de mayo de 1971) fue un actor y artista de cabaret de nacionalidad austriaca.

## Biografía
Nacido en Viena, Austria, Farkas se crio, junto a sus dos hermanas y un hermano mayor, en su ciudad natal. Sus padres, de origen húngaro, eran Moritz y Franziska Farkas, y tenían una zapatería, mientras que un tío materno fue el escritor Felix Salten. Siguiendo los deseos de sus padres, Farkas iba a estudiar derecho, y su hermano Stefan continuaría con el negocio paterno. Sin embargo, Stefan deseaba dedicarse a la pintura y se suicidó cuando sus padres se opusieron a sus planes. Impresionados ante su pérdida, Moritz y Franziska Farkas permitieron que su segundo hijo se dedicara a su verdadera pasión, el teatro. Así, y todavía siendo un estudiante, Farkas escribió sus primeros números cómicos.
Finalizados sus estudios en la Universidad de Música y Arte Dramático de Viena, debutó en Olomouc actuando en una pieza de Gabryela Zapolska. Tras varias actuaciones en Moravia y en Austria, en 1921 volvió a Viena, donde fue contratado por Egon Dorn, director del cabaret Simpl. Allí trabajó como cómico (se le apodaba „La Garrapata“) y formó junto a Fritz Grünbaum un dúo humorístico, una forma de arte iniciada en Budapest. Farkas se casó en 1924 con la actriz Anny Hán, y en 1926 actuó para el Wiener Bürgertheater.
Junto con Grünbaum, y con música de Egon Neumann, trabajó en 18 representaciones de Journal der Liebe, actuando con Rita Georg. Farkas cantaba, bailaba y contaba chistes de una manera encantadora, consiguiendo el deleite del público. Una de las producciones en las  que el dúo colaboró fue Wien lacht wieder, con música de Ralph Benatzky. 
Farkas fue también autor de composiciones de estilo Schlager, escribiendo entre otras las letras de Wenn die Elisabeth nicht so schöne Beine hätt'... y Pflückt ein Mädl Ribisel, .....
El 6 de octubre de 1928, se estrenó la revista Sie werden lachen!, en la cual los principales intérpretes eran Max Brod, Hugo Fischer-Köppe y Farkas.
Con el Anschluss en 1938, Farkas huyó a Brno y después a París y Nueva York, donde actuó para los exiliados. Además, y para evitar represalias del régimen Nazi, se divorció de su esposa, de religión católica. Como exiliado, trabajó en la cinta Boogie Woogie Dream, en la que escribió el guion. En dicha producción actuaban los músicos Lena Horne, Teddy Wilson, Edmond Hall , Albert Ammons y Pete Johnson. 
En 1946 volvió a Viena, casándose de nuevo y divorciándose después. En 1950 se reincorporó al cabaret Simpl, que dirigió hasta su muerte. También fue muy activo como escritor y director, componiendo junto a Hugo Wiener diferentes revistas. Wiener escribió números cómicos para ser interpretados por Farkas a dúo con Ernst Waldbrunn y más tarde con Maxi Böhm. A partir de 1957 también actuó de manera regular en la radio y la televisión, haciéndose popular en la ORF por la serie Bilanz der Saison. 
Sin embargo, hasta el día anterior a su muerte, Farkas siguió dedicado al cabaret. En 1965 fue el primer artista de cabaret en ser premiado por el presidente Federal con el título de Profesor por su meritoria carrera. 

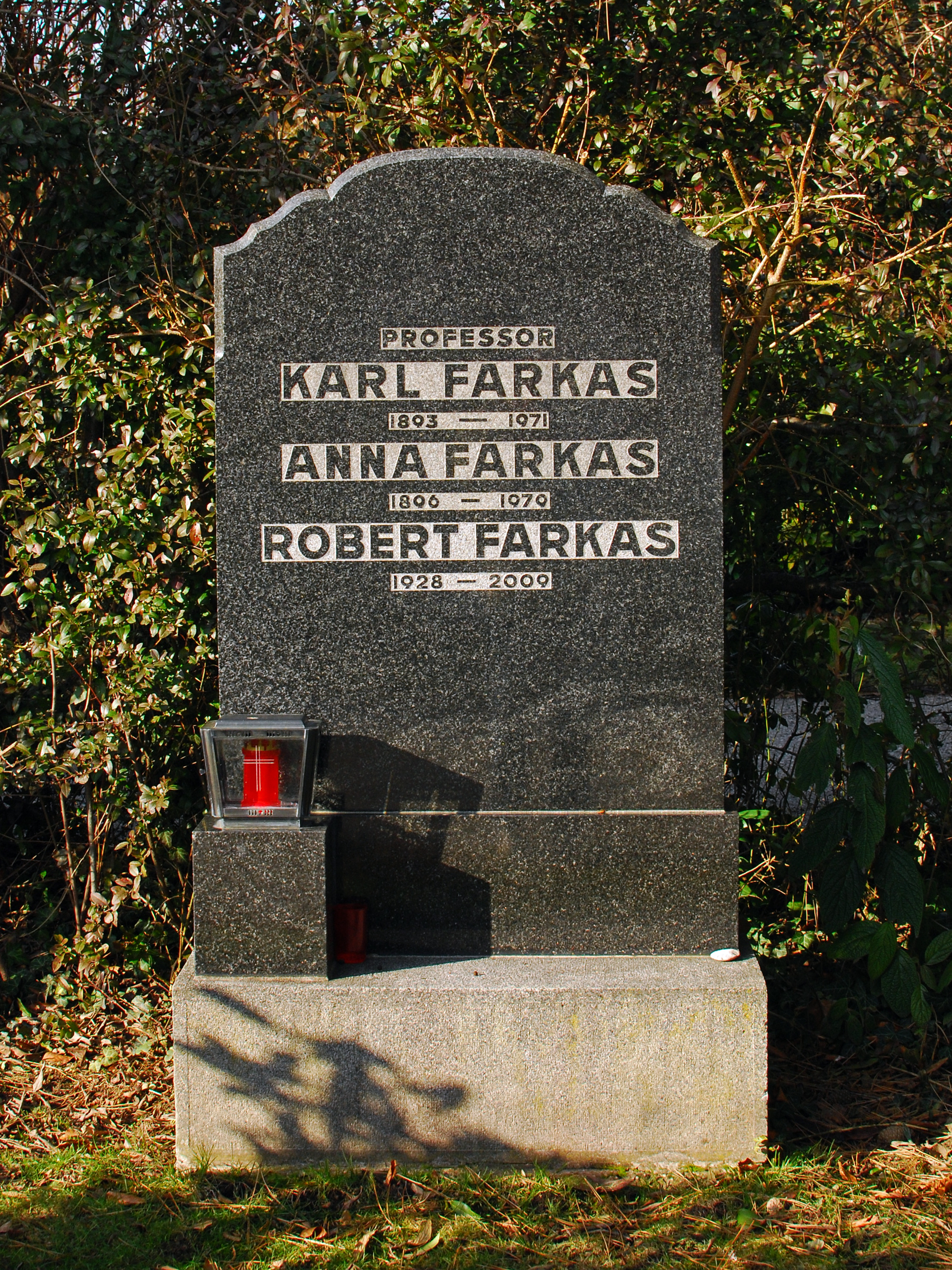
Tumba de Karl Farkas en el Cementerio central de Viena

Karl Farkas falleció en 1971 en Viena, Austria, a causa de un cáncer de estómago. Fue enterrado en el Cementerio central de Viena.

## Obras
Libros:
- Also sprach Farkas. Heiteres von Karl Farkas. Halm & Goldmann, Wien (o.J., 1930) Con dibujos de Matouschek.
- Farkas entdeckt Amerika, 1942
- Zurück ins Morgen. Paramount Printing and Publishing Co., New York 1946. Con dibujos de Matouschek.

Comedia:
- Bei Kerzenlicht (1937)
- Hofloge (König für eine Nacht)
- Adel verpflichtet